# Antoine Chézy
Antoine Chézy (Châlons-en-Champagne, 1º settembre 1718 – Parigi, 4 ottobre 1798) è stato un ingegnere e fisico francese.
Divenne celebre per i suoi contributi allo studio della fluidodinamica e per la progettazione di infrastrutture idrauliche di Parigi. Tra le sue opere più importanti si annovera la formula di Chézy, un'equazione utilizzata per calcolare la velocità dell'acqua nei canali aperti, ancora oggi fondamentale nell'ingegneria idraulica.

## Biografia
Chézy studiò presso l'École royale des ponts et chaussées, l'istituto che sarebbe poi diventato l'attuale École nationale des ponts et chaussées. Dopo essersi distinto negli studi, iniziò una brillante carriera nel settore delle opere pubbliche, collaborando con Jean-Rodolphe Perronet, primo direttore della scuola. Lavorò a numerosi progetti di ingegneria civile, contribuendo alla costruzione di ponti, canali e infrastrutture urbane a Parigi. Tra i suoi lavori più rilevanti, progettò i ponti di Neuilly, Mantes, Tréport e di altre città.
Nel 1776, Chézy fu incaricato, insieme a Perronet, di studiare la possibilità di deviare le acque del fiume Yvette per migliorare l'approvvigionamento idrico di Parigi. Per prevedere il flusso dell'acqua nei canali aperti, sviluppò un approccio analitico e costruì modelli sperimentali su cui condusse test approfonditi. Da questi studi elaborò la sua celebre equazione, nota come formula di Chézy, che permette di calcolare la velocità dell'acqua nei canali aperti in funzione della pendenza e della scabrezza del fondo. Questa formula è considerata una delle pietre miliari dell'ingegneria idraulica ed è tuttora utilizzata per lo studio del moto dell'acqua nei condotti aperti, inclusi i tubi parzialmente pieni.
Dopo aver insegnato per molti anni all'École des Ponts et Chaussées, nel 1798 Chézy ne divenne direttore. Tuttavia, ricoprì questa carica per meno di un anno, poiché morì il 5 ottobre dello stesso anno a Parigi.

## Famiglia
Sposò Marie Barbe Pollin. Ebbero diversi figli, tra cui:
- Marie Adélaïde Chézy, che sposò il 26 aprile 1786 a Ivry-sur-Seine Élisabeth Théodore de La Poix de Fréminville (1756-1818), ingegnere capo dei Ponts-et-Chaussées; erano i genitori di Christophe-Paulin de La Poix de Fréminville;
- Antoine-Léonard Chézy (1773-1832), che divenne un noto linguista e uno dei primi studiosi europei di sanscrito.

## Formula di Chézy
In occasione dello studio dell'approvvigionamento idrico dell'Yvette a Parigi, stabilì nel 1775 la prima equazione del flusso uniforme, l'equazione di Chézy (o formula di Chézy):
{\displaystyle V=C{\sqrt {RI}}}
dove V è la velocità media, R è il raggio idraulico, I è la pendenza della linea di galleggiamento e C è il coefficiente di Chézy.
Nel 1889, l'ingegnere irlandese Robert Manning ampliò e modificò la formula di Chézy, dando origine alla formula di Manning, oggi ampiamente impiegata nel calcolo del deflusso delle acque nei canali naturali e artificiali, dal Canale di Panama al sistema di irrigazione della Central Valley della California.